# Parque del Café
Koordinaten: 4° 32′ 12″ N, 75° 46′ 4″ W

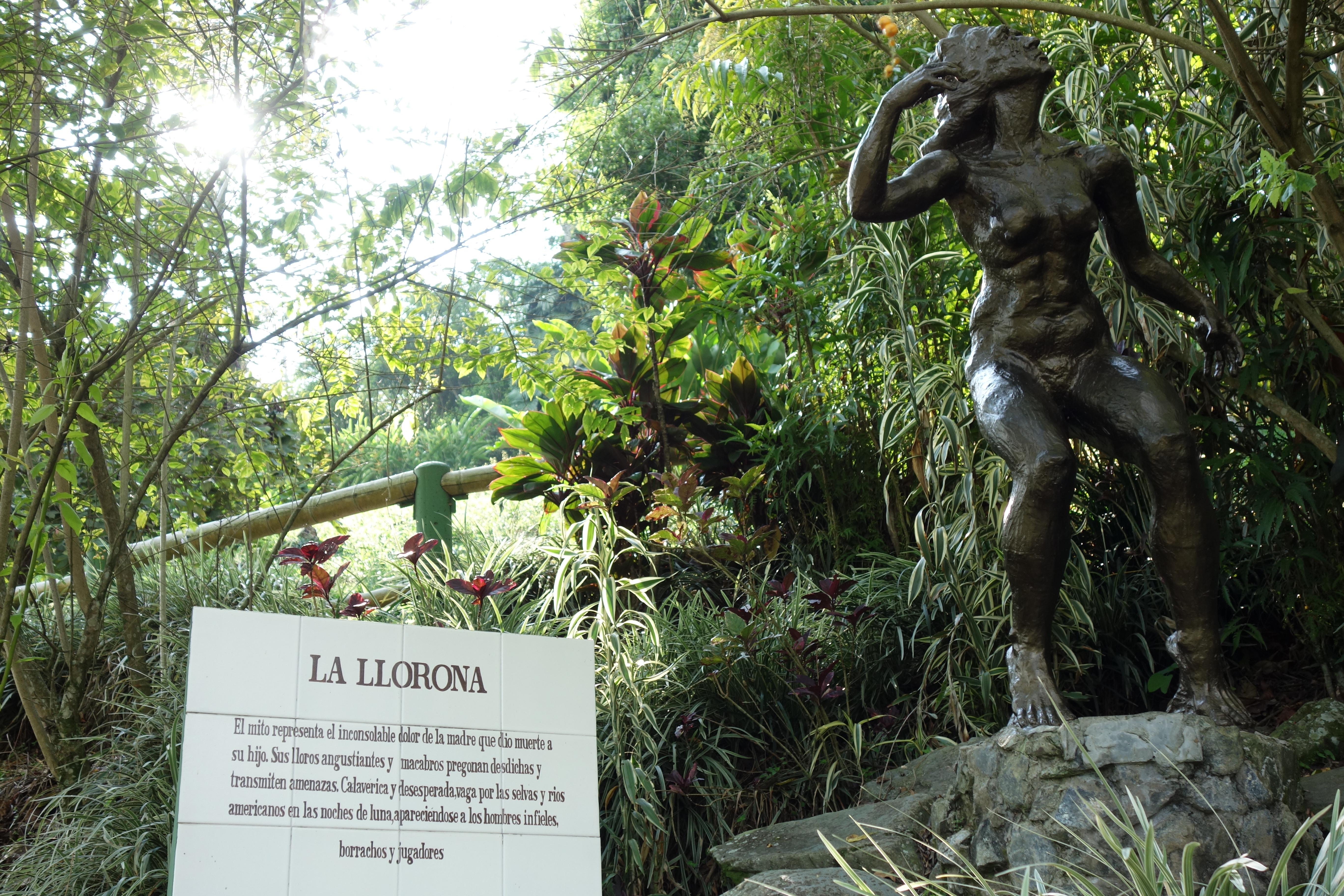
Mythenfigur aus Kolumbien (Parque del Café)

Der Parque del Café ist ein Freizeitpark in Montenegro, Quindío, Kolumbien, der am 24. Februar 1995 als Parque Nacional del Café eröffnet wurde. 
Neben typischen Fahrgeschäften, wie Achterbahnen etc., beschäftigt sich der Park intensiv mit dem Thema Kaffee und der kolumbianischen Kultur.  

## Attraktionen
- Aussichtsplattform
- Kaffee-Museum, das die gesamte Wertkette von Anbau bis zum weltweiten Vertrieb beschreibt.
- Mythen-Pfad, mit Figuren von typischen Fabelwesen (z. B. Llorona) und Geistern des Waldes.
- Archäologische Sammlung mit Exponaten aus vorkolonialer Zeit
- Bambus-Wald
- Tanz-Shows
- Die Achterbahn „Crater“ mit einem ca. 97 ° steilen First Drop
- Die Achterbahn „Montaña Rusa“ (spanisch: Achterbahn) mit einer Helix und Hügeln, wobei ein Teil der Fahrt unter und neben Wasserfontänen stattfindet
- 2024 wurde mit Avix der erste Inverted Coaster Kolumbiens eröffnet.